# Drużba (przystanek kolejowy w obwodzie iwanofrankiwskim)
Drużba (ukr. Дружба, ros. Дружба) – przystanek kolejowy w pobliżu miejscowości Czerniejów, w rejonie iwanofrankiwskim, w obwodzie iwanofrankiwskim, na Ukrainie.